# رع (آلبوم)
رع (به انگلیسی: Ra) نام چهاردهمین آلبوم استودیویی گروه پراگرسیو راک آلمانی الوی است که در سال ۱۹۸۸ توسط شرکت نشر موسیقی اس پ فاو منتشر شد.

## فهرست آهنگ‌ها
آلبوم رع دارای ۶ قطعه به شرح زیر است:
| شماره      | نام                          | مدت   |
| ---------- | ---------------------------- | ----- |
| ۱.         | «Voyager Of The Future Race» | ۸:۵۱  |
| ۲.         | «Sensations»                 | ۴:۴۶  |
| ۳.         | «Dreams»                     | ۸:۰۵  |
| ۴.         | «Invasion Of A Megaforce»    | ۷:۴۲  |
| ۵.         | «Rainbow»                    | ۵:۲۱  |
| ۶.         | «Hero»                       | ۶:۵۱  |
| مجموع مدت: | مجموع مدت:                   | ۴۱:۳۶ |

## اعضا
اصلی
- فرانک بورنمان - خواننده و همخوان، گیتار لید و گیتار ریتم
- میشائیل گرلاخ – کیبورد، درام، سینت-باس

مهمان
- آخیم گیسلر – کیبرد قطعات  Invasion of a Megaforce و Rainbow
- اشتفان هولس – گیتار بیس قطعهٔ Invasion of a Megaforce و همخوان در قطعات  Dreams و Rainbow
- پل هریمن – گیتار بیس قطعهٔ Sensations
- آنت استانگنبرگ – آواز قطعات Rainbow، Dreams و Invasion of a Megaforce
- دایانا بیدی- نجواهای قطعهٔ Dreams و همکاری در کار ترانه‌سرایی آلبوم
- تامی نیوتن – گیتار قطعهٔ Sensation
- اودو داهمی – درام قطعهٔ Invasion of a Megaforce
- سو ویست – مقدمهٔ گفتاری قطعهٔ Voyager of the Future Race